# Campanus din Navara

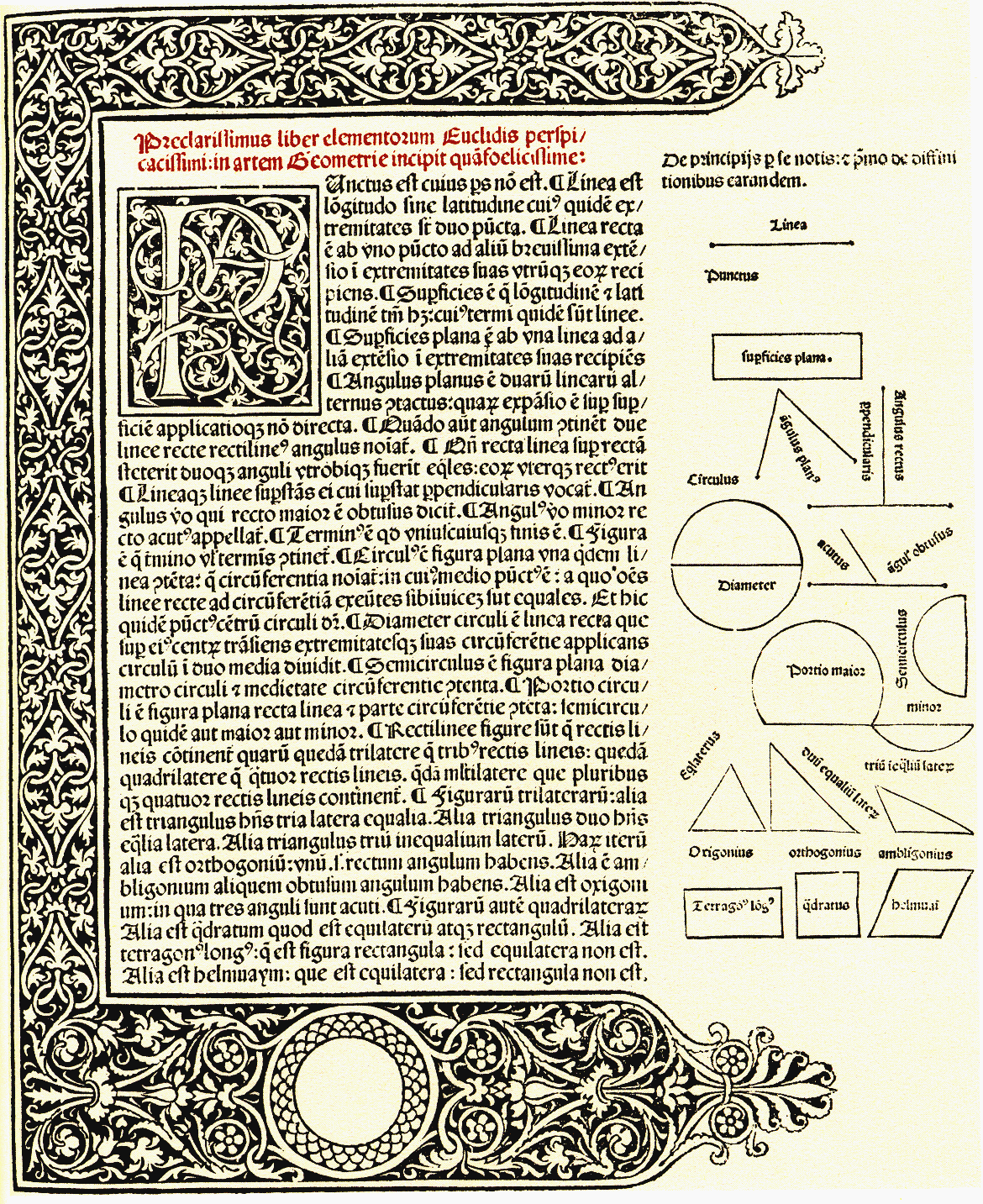
Elementa geometriae (1482), scriere a lui Campanus din Navara

Campano da Novara sau Giovanni Campano (în latină: Iohannes Campanus c. 1220–1296) a fost preot, matematician, astronom și astrolog italian din Milano.

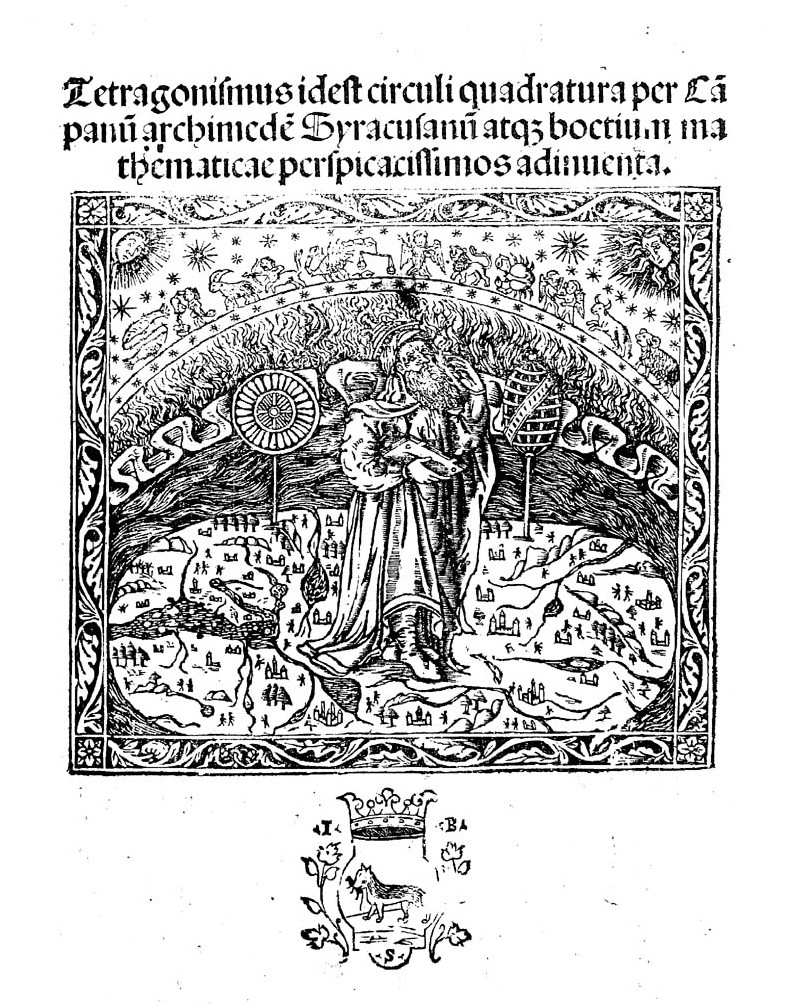
Tetragonismus idest circuli quadratura, 1503

## Funcții ecleziatice
A fost capelanul papei Urban al IV-lea, apoi canonic la Paris.

## Matematician
În domeniul matematicii, este cunoscut și apreciat pentru modul cum a tradus și comentat "Elementele" lui Euclid după traducerile arabe. Traducerea lui Campanus a fost reprodusă la Veneția în 1482.
A abordat cuadratura cercului, susținâd că se poate realiza fără calcul, numai cu rigla și compasul, bazându-se pe o anumită concluzie desprinsă din definiția dată de Euclid unghiului de contingență.
Ulterior s-a dovedit că raționamentul său a fost eronat.
Alte studii geometrice se referă la pentagonul stelat.

## Critic și eseist
De asemenea, Campanus a comentat cartea Almagest a lui Ptolemeu. A criticat concepțiile lui Bryson din Heraclea.